# Wissadula grandifolia
Wissadula grandifolia är en malvaväxtart som beskrevs av E. G. Baker apud Rusby. Wissadula grandifolia ingår i släktet Wissadula och familjen malvaväxter.

## Underarter
Arten delas in i följande underarter:
- W. g. brevipedunculata
- W. g. macrantha